# Mou-te, que això és Nova York
Mou-te, que això és Nova York (títol original: New York Minute), és una comèdia estatunidenca de tipus teen movie, dirigida per Dennie Gordon i estrenada l'any 2004. Protagonitzada per les germanes Mary-Kate i Ashley Olsen de la sèrie de televisió (Full House. Ha estat doblada al català.

## Argument
24 hores de deliri esperen dues germanes bessones diferents del tot. Ferotges adversàries, Jane i Roxanne Ryan, 17 anys, són obligades a anar juntes a Nova York per raons del tot diferents. Però un qui pro quo trastoca els seus plans, associant-les malgrat elles a una transacció tèrbola.

## Repartiment
- Mary-Kate Olsen: Roxy Ryan
- Ashley Olsen: Jane Ryan
- Andy Richter: Bennie Bang
- Jared Padalecki: Trey Lipton
- Riley Smith: Jim
- Andrea Martin: la senadora Anne Lipton
- Eugene Levy: Max Lomax
- Drew Pinsky: Doctor Ryan
- Darrell Hammond: Hudson McGill
- Alannah Ong: Ma Bang
- Mary Bond Davis: Shirley
- Simple Plan: elles mateixes

## Música
- Tear Off Your Own Head, interpretada per The Bangles
- War, interpretada per Edwin Starr
- Alright Alright (Here's My Fist Where's The Fight?), interpretada per Sahara Hotnights
- Rubberneckin' (Paul Oakenfold Remix), interpretada per Elvis Presley
- Vacation, interpretada per Simple Plan
- Wave Goodbye, interpretada per Steadman
- Hey Driver, interpretada per Lucky Boys Confusió
- Suffragette City, interpretada per Davie Bowie
- Curbside Prophet, interpretada per Jàson Mraz

## Premis
- 2004: 2 nominacions als Premis Razzie: Pitjor actriu i pitjor parella en la pantalla